# یواس‌اس استوان‌وال (۱۸۶۳)
یواس‌اس استوان‌وال (۱۸۶۳) (به انگلیسی: USS Stonewall (1863)) یک کشتی بود که طول آن not known بود.